# Element V
Element V è il primo album in studio del gruppo musicale australiano Voyager, pubblicato nell'aprile 2003 dalla V Music.

## Descrizione
L'album presenta uno stile tipicamente power metal con influenze che spaziano tra hard rock, melodic death metal, progressive metal, world music e ambient. Il cantato di Daniel Estrin risulta prevalentemente melodico e di registro medio, con un raro uso del growl nelle sezioni più pesanti di alcuni brani.
La seconda traccia To the Morning Light è stata successivamente rivisitata dal gruppo per il loro quinto album V del 2014 sotto il titolo The Morning Light.

## Promozione
Element V è stato autoprodotto e distribuito dal gruppo nel 2003 esclusivamente in Australia. Successivamente ha catturato l'attenzione della etichetta olandese DVS Records (con la quale i Voyager hanno firmato nel novembre 2003), che lo ha ristampato per il mercato europeo l'anno seguente.
Nel 2018 l'album è stato ripubblicato digitalmente su Bandcamp in veste rimasterizzata e con una nuova copertina curata da Ashley Doodkorte, oltre a figurare l'assenza dei brani Towards Uncertainty e Kingdoms of Control.

## Tracce
Testi di Daniel Estrin, musiche di Daniel Estrin e dei Voyager, eccetto dove indicato.
1. Sic transit gloria mundi – 2:32 (musica: Daniel Estrin)
2. To the Morning Light – 5:26
3. Cosmic Armageddon Pt I – 5:28
4. Towards Uncertainty – 1:14 (musica: Daniel Estrin, Bonney)
5. The Eleventh Meridian – 5:04
6. This Bitter Land – 4:45 (musica: Daniel Estrin)
7. The Ancient Labyrinth – 5:24
8. Miseria – 0:36
9. Monument – 6:25
10. The V Element – 2:22 (musica: Daniel Estrin, Aidan Barton)
11. Cosmic Armageddon Pt II – 6:34
12. Kingdoms of Control – 5:27 (musica: Barış Manço – arrangiamento: Daniel Estrin)
13. Time for Change – 4:10 (musica: Daniel Estrin)
14. Echoes of Old Terra – 1:31

Traccia bonus nell'edizione giapponese
1. Now and Forever – 3:13

## Formazione
Hanno partecipato alle registrazioni, secondo le note di copertina:
Gruppo
- Mark De Vattimo – chitarra
- Daniel Estrin – voce, tastiera
- Melissa Fiocco – basso
- Geoff Callaghan – batteria, percussioni
- Emanuel Rudnicki – chitarra

Produzione
- Aidan Barton – produzione, missaggio, mastering
- Daniel Estrin – produzione
- Emanuel Rudnicki – produzione, copertina
- Mark De Vattimo – copertina